# السكيبات (عمران)
السكيبات هي إحدى قرى الجمهورية اليمنية. وهي تتبع جغرافيًا لمحافظة عمران. وإداريًا لمديرية قفلة عذر. يبلغ تعداد سكانها 3853 نسمة حسب الإحصاء الذي جرى عام 2004م.